# Ninja Tuna
Ninja Tuna es el cuarto álbum de estudio del músico y DJ británico Andrew "Mr. Scruff" Carthy, lanzado el 6 de octubre de 2008 simultáneamente por Ninja Tune, una subdivisión especial de Ninja Tune creada por Mr. Scruff para que él pueda lanzar su música 
La pista "Kalimba" se usó como una de las canciones de muestra que venía con cada computadora que ejecutaba el sistema operativo Windows 7. Es una canción pop rock, con sintetizadores, contiene influencias de jazz, electrónica, dance pop. 
Una recopilación de tomas del álbum titulada Bonus Bait se lanzó al año siguiente. 
En 2009 recibió una certificación de plata de la Asociación de Empresas de Música Independiente, que indicó ventas de al menos 30,000 copias en toda Europa.
El 29 de marzo de 2024, Ninja Tune saco el álbum en vinilo el cual incluye todas las canciones del álbum a 39 libras esterlinas.

## Listado de pistas
Todas las pistas están escritas por Mr. Scruff

Todas las canciones escritas y compuestas por Mr. Scruff. 
| N.º     | Título                                      | Duración |  |
| 1.      | «Test the Sound»                            | 1:40     |  |
| 2.      | «Music Takes Me Up» (feat. Alice Russell)   | 5:27     |  |
| 3.      | «Donkey Ride» (feat. Quantic)               | 5:12     |  |
| 4.      | «Hairy Bumpercress»                         | 6:30     |  |
| 5.      | «Whiplash»                                  | 5:59     |  |
| 6.      | «Nice Up the Function» (feat. Roots Manuva) | 3:54     |  |
| 7.      | «Bang the Floor» (feat. Danny Breaks)       | 3:41     |  |
| 8.      | «Get on Down»                               | 5:53     |  |
| 9.      | «Hold On» (feat. Andreya Triana)            | 5:03     |  |
| 10.     | «Give Up to Get»                            | 6:44     |  |
| 11.     | «Kalimba»                                   | 5:50     |  |
| 12.     | «This Way» (feat. Pete Simpson)             | 5:31     |  |
| 13.     | «Stockport Carnival»                        | 5:29     |  |
| 1:06:53 |                                             |          |  |

## Personal
- Mr. Scruff (Andrew Carthy) - todos los instrumentos, producción
- Alice Russell - voz (2)
- Quantic (Will Holland) - voz (3)
- Roots Manuva (Rodney Hylton Smith) - voz (6)
- Danny Breaks (Daniel Whidett) - voz (7)
- Andreya Triana - voz (9)
- Pete Simpson - voz (12)